# Vol Korean Air Cargo 8509
Le vol Korean Air Cargo 8509 était un vol cargo international, assuré par un Boeing 747-200F, entre Séoul, en Corée du Sud, et Milan, en Italie, avec plusieurs escales prévues à Tachkent, en Ouzbékistan, et Londres, au Royaume-Uni, qui s'est écrasé le 22 décembre 1999 peu après le décollage de l'aéroport de Londres-Stansted. Les quatre membres d'équipage sont morts dans l'accident.

## Avion et équipage
L'appareil impliqué est un Boeing 747-2B5F, âgé de 19 ans et immatriculé HL7451. Effectuant son premier vol le 4 avril 1980, l'avion a effectué 83 011 heures de vol et 15 451 cycles (décollage/atterrissage) avant le jour de l'accident.
Le commandant de bord est Park Duk-kyu (57 ans), un ancien colonel et pilote de la Force aérienne de la république de Corée, et un pilote très expérimenté, avec un total de 13 490 heures de vol, dont 8 495 aux commandes d'un Boeing 747.
Le copilote, Yoon Ki-sik (33 ans), en revanche, est relativement inexpérimenté avec seulement 195 heures de vol sur 747, pour un total de 1 406 heures de vol.
Le mécanicien navigant, Park Hoon-kyu (38 ans), comme le commandant de bord, a beaucoup d'expérience sur le 747, avec 4 511 heures aux commandes de ce type d'appareil, sur un total de 8 301 heures de vol.
Le quatrième membre de l'équipage est Kim Il-suk (45 ans), le mécanicien chargé de la maintenance de l'appareil au sol.

## Accident

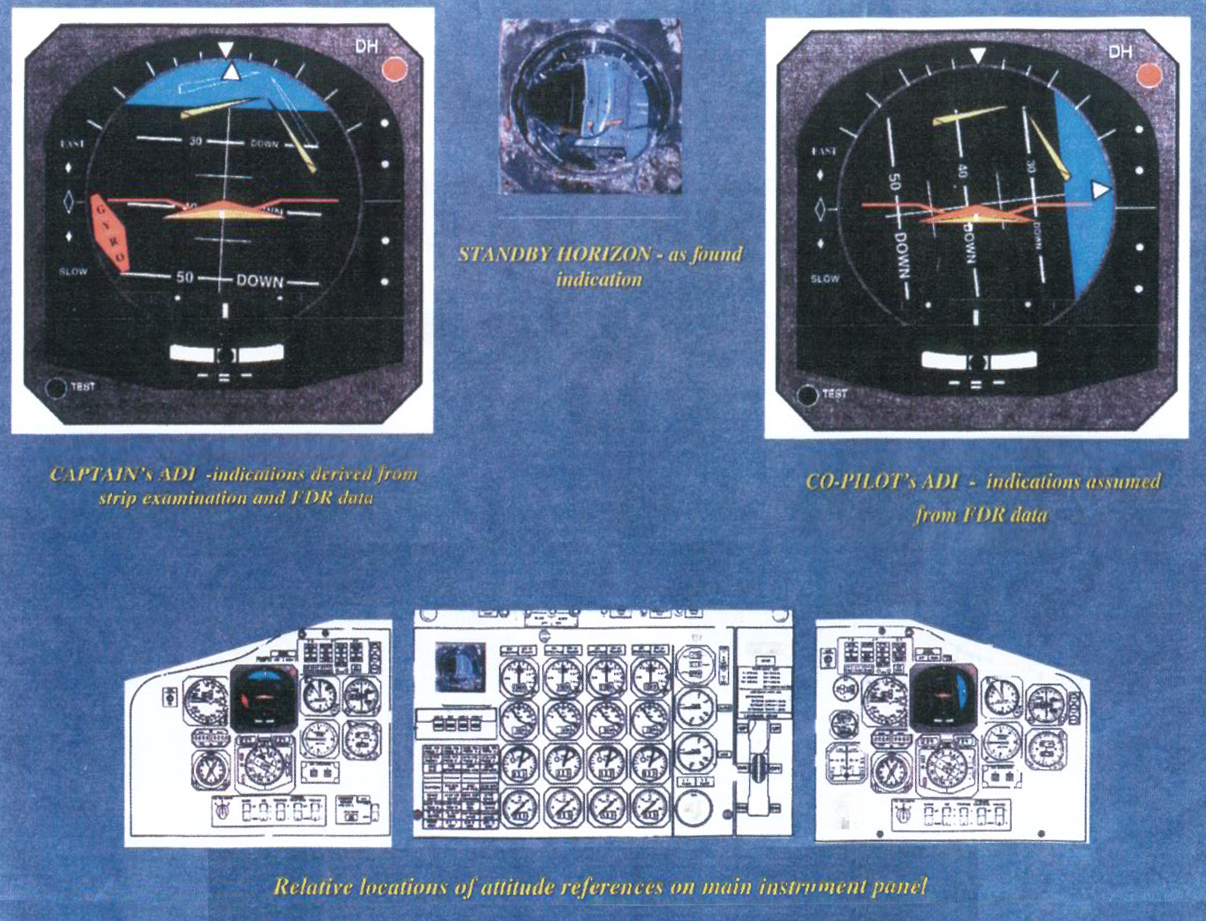
Reconstitution illustrant les données de référence d'attitude, provenant de l'ADI du commandant de bord (côté gauche), ainsi que de celui du copilote (à droite) et de l'ADI de secours (au centre), au moment du crash du vol 8509.

À la suite du départ de l'avion de Tachkent, l'une de ses centrales inertielles (INU) est partiellement tombée en panne, fournissant des données de roulis erronées à l'horizon artificiel (ADI) du commandant de bord. Les données provenant de l'ADI du copilote et de l'ADI de secours étant correctes, une alarme a attiré l'attention des pilotes sur l'écart et, à la lumière du jour, l'indication erronée a été facilement identifiée. Le sélecteur d'entrée de l'ADI a été commuté sur l'autre INU et les indications correctes ont été renvoyées sur les 3 ADI.
À l'aéroport de Londres-Stansted, les ingénieurs, dont le responsable de maintenance Kim Il-suk, qui ont tenté de réparer l'ADI ne disposaient pas du bon manuel d'identification des différentes pannes et n'ont pas réparé, ni remplacé l'INU n°1 défectueux. L'un d'eux a identifié et réparé une broche de connexion endommagée sur l'ADI. Lorsque l'ADI a répondu correctement à son bouton "Test", ils ont cru que le défaut avait été corrigé, même si ce bouton ne testait que l'ADI et non l'INU. Le sélecteur d'entrée de l'ADI du commandant de bord a été laissé en position normale.
Il fait nuit lorsque le vol 8509 décolle de l'aéroport de Stansted, avec le commandant Duk-kyu aux commandes, avec 63 tonnes de fret et une heure de retard sur l'horaire prévu (le plan de vol n'ayant pas été transmis au contrôle aérien). L'avion est entré dans les nuages à 400 pieds (122 m) au-dessus du sol. Lorsque le commandant de bord a incliné l'avion vers la gauche, l'INU défectueux a envoyé des données erronées à son ADI, empêchant l'instrument d'indiquer que l'avion s'inclinait sur la gauche.
L'alarme du comparateur a retenti à plusieurs reprises, ce qui indique que les deux affichages ADI de l'avion étaient en désaccord. Le copilote, dont l'ADI affichait le bon angle d'inclinaison, selon les informations provenant de l'enregistreur de paramètres de l'avion, n'a pas participé activement à la gestion des ressources de l'équipage, ne disant rien pour contester les actions du commandant de bord, et ne faisant aucune tentative de reprendre les commandes.
Le mécanicien navigant, plus âgé et plus expérimenté, a averti le commandant de bord du problème d'horizon artificiel, mais il a continué d'ignorer l'alarme et n'a fait aucune réponse verbale au mécanicien navigant. Les données de l'enregistreur de vol indiquent que pendant ce temps, l'avion entame une inclinaison de plus en plus prononcée à gauche.
À 18 h 38, 55 secondes après le décollage, l'aile gauche du 747 touche le sol en premier, puis l'avion s'écrase dans la forêt d'Hatfield (en), près du village de Great Hallingbury, à une vitesse comprise entre 250 et 300 nœuds (460 et 560 km/h), avec une assiette à piqué de 40° et un roulis à gauche de 90°. La violence de l'impact pulvérise l'appareil, tuant sur le coup les quatre personnes à bord.

## Conséquences
Après l'enquête, l'Air Accidents Investigation Branch (AAIB) a recommandé à Korean Air de réviser son programme de formation et sa culture d'entreprise, afin de promouvoir une atmosphère plus libre entre le commandant de bord et le copilote.
Le rapport final de l'AAIB a également recommandé à la compagnie aérienne de revoir ses procédures de maintenance, notamment sur les opérations internationales, ainsi que de revoir sa politique et ses procédures, afin de s'assurer qu'une copie des pages du carnet d'entretien technique et de tout autre document de certification soit laissée sur place avant le décollage, ce qui n'était pas le cas à l'aéroport de Stansted le jour de l'accident.

## Médias
L'accident a fait l'objet d'un épisode dans la série télé Air Crash nommé « Le cargo de la mort » (saison 11 - épisode 7).